# The Big O
The Big O és una sèrie anime produïda per Sunrise. Dirigida per Kazuyoshi Katayama, amb robots dissenyats per Keiichi Sato, i escrita per Chiaki J. Konaka (Serial Experiments Lain).
Quaranta anys abans dels esdeveniments de la sèrie, un misteriós fet ocorre en Paradigm City i tot el món perd la memòria. La sèrie narra la història de Roger Smith, el millor negociador de Paradigm City. És ajudat per una androide dita R. Dorothy Wayneright i el seu majordom Norman Burg. Quan necessita ajuda, Roger crida al Big O, un robot gegant (Megadeus).
La sèrie està dissenyada com a tribut als xous japonesos i occidentals de les dècades de 1960 i 1970. Està feta amb un estil de film noir i combina la sensació dels xous de detectius amb el gènere meca de l'anime. El conjunt recorda a les pel·lícules de monstres Toho i el resultat és una barreja eclèctica d'estils musicals i homenatges.
The Big O s'emeté per primera vegada el 13 d'octubre 1999 en la televisió de satèl·lite WOWOW. Acabà la seua emissió el 19 de gener del 2000. Originalment, era una sèrie de tretze episodis, però la positiva resposta dels fans a escala internacional resultà en una segona temporada coproduïda per Cartoon Network, Sunrise, i Bandai Visual. La segona temporada eixí en Japó en SUN-TV el gener del 2003.